# Этапирование заключённых в России
Этап — острог на перепутьи и ночлег арестантов, где их принимает свежий конвой, пункт для ночлега и днёвок партий арестантов и войсковых команд во время передвижений их по грунтовым дорогам; принудительная транспортировка заключённых (осуждённых и/или подследственных) или ссыльных; путь следования заключённых (ссыльных) к месту заключения или ссылки; партия транспортируемых заключённых (ссыльных).

## Предыстория
Этапирование заключённых на Руси, как правило пешим этапом, под конвоем стрельцов и других служилых людей, существовало со времён Московского царства.

## История
В 1817 году была введена этапная система препровождения осуждённых преступников. В составе отдельного корпуса внутренней стражи ВС России были сформированы этапные команды. Этапы создавались на дорогах, по которым производилась пересылка арестантов пеше-этапным порядком; расстояние между этапами было от 15 до 25 вёрст. На каждом этапе устраивалось или нанималось отдельное здание с особыми помещениями для арестантов (мужчин и женщин) и для конвоя.
С учётом региональных особенностей и маршрутов по сибирским губерниям обязанности внутренней стражи возлагались на Иркутский гарнизонный полк, Тобольский и Томский батальоны, в помощь которым были сформированы инвалидные команды в городах (соответственно, в Нижнеудинске, Верхнеудинске, Якутске, Киренске, Нерчинске, Тюмени, Ялуторовске, Ишиме, Омске, Туринске, Кургане, Таре, Енисейске, Канске, Бийске, Кузнецке, Нарыме и Красноярске) и заводах.
В этом же году учреждаются жандармские части внутренней стражи. 28 января 1822 года было принято положение, которое определило порядок и способы применения оков (кандалы) к каторжникам, этапируемым в Сибирь.
С развитием сети железных дорог применение пеше-этапного порядка пересылки арестантов постепенно сокращалось, и этапы закрывались.

### В настоящее время
Этапирование производится по определённому графику. В некоторых случаях (срочность каких-либо действий, особая опасность арестанта и так далее) заключённые могут транспортироваться по одному и/или вне графика (спецэтап). Как правило, арестантов транспортируют одним из видов транспорта:
- автомобильным — специальным автомобилем (автозак), на жаргоне называемом «воронком»;
- железнодорожным — к пассажирскому поезду прицепляется (как правило, последним) специально оборудованный вагон (вагонзак), на жаргоне называемый «столыпинским вагоном»;
- авиационным — используется редко из-за дороговизны (чаще всего там, где невозможно этапирование другим транспортом, например — из Красноярска в Норильск).

В некоторых случаях (при незначительном расстоянии) этапирование может производиться пешим порядком. Охрана заключённых при этапировании возлагается на конвой.